# Марямполь (Більський повіт)
Марямполь (пол. Mariampol) — село в Польщі, у гміні Лешна-Подляська Більського повіту Люблінського воєводства.
Населення — 57 осіб (2011).
У 1975-1998 роках село належало до Білопідляського воєводства.

## Демографія
Демографічна структура станом на 31 березня 2011 року:
|          | Загалом | Допрацездатний вік | Працездатний вік | Постпрацездатний вік |
| -------- | ------- | ------------------ | ---------------- | -------------------- |
| Чоловіки | 36      | 8                  | 25               | 3                    |
| Жінки    | 21      | 1                  | 14               | 6                    |
| Разом    | 57      | 9                  | 39               | 9                    |